# Santa Lucía (rzeka)
Santa Lucía (hiszp.: Río Santa Lucía) – rzeka w Urugwaju w Ameryce Południowej.
Rzeka wypływa w okolicy wzgórza Pelado de la Sierra Carapé w departamencie Lavalleja. Stamtąd płynie w kierunku południowo-zachodnim, zachodnim i południowym, w dużej części granicami departamentów Florida i Canelones oraz San José i Montevideo. Przepływa m.in. przez San Ramón, Santa Lucía i Aguas Corrientes. Głównym jej dopływem jest Rio San José. Uchodzi, tworząc niewielką deltę, do estuarium La Platy